# Helodes maculicollis
Helodes maculicollis är en skalbaggsart som beskrevs av Horn. Helodes maculicollis ingår i släktet Helodes och familjen mjukbaggar. Inga underarter finns listade i Catalogue of Life.